# Mama, ich lebe
Mama, ich lebe ist einer der letzten Filme des Regisseurs Konrad Wolf. Dem Stoff hatte Drehbuch-Autor Wolfgang Kohlhaase bereits 1969 in dem Hörspiel Fragen an ein Foto Gestaltung verliehen. Der Film wurde im Jahr 1976 unter anderem in der Sowjetunion gedreht; die Premiere fand am 24. Februar 1977 statt.

## Handlung
In einem sowjetischen Kriegsgefangenenlager haben sich die deutschen Soldaten Becker, Pankonin, Koralewski und Kuschke dafür entschieden, mit der Roten Armee gegen die deutschen Truppen zusammenzuarbeiten. Der baltisch-sowjetische Major Mauris begleitet die nunmehr sowjetische Uniformen tragenden neuen Genossen an die Front.
Auf ihrer langen Fahrt im für Kriegsverhältnisse sehr komfortablen Zug lernen die vier die Menschen und Lebensumstände des von ihnen einst bekämpften Landes kennen und denken über ihre Lage nach. Der Zuschauer erfährt nach und nach die Geschichte jedes Einzelnen von ihnen und kann ihre innere Entwicklung nachvollziehen.
An der Front angekommen, entscheiden sich nur drei von ihnen für den bewaffneten Kampf gegen ihre Landsleute. Im entscheidenden Moment jedoch zögern sie, auf diese zu schießen, wodurch ihr sowjetischer Kamerad und Freund Kolja getötet wird.
Währenddessen hat der vierte von ihnen, Pankonin, die Aufgabe übernommen, zusammen mit der Rotarmistin Swetlana deutsche Funksprüche abzuhören. Swetlana und er verlieben sich ineinander.
Schließlich werden drei von ihnen, durch das Los bestimmt, für eine Kommandoaktion in deutschen Uniformen hinter den feindlichen Linien abgesetzt und kommen beim Versuch, zurück auf die sowjetische Seite zu gelangen, ums Leben. Unter den Toten ist auch Swetlanas Geliebter Pankonin.
Überlebt hat nur Becker, der im Gefangenenlager von einem deutschen Mitgefangenen einen Zettel erhalten hatte, auf dem dessen Adresse steht und der Satz „Mama, ich lebe“.

## Auszeichnungen
- Berlinale 1977: Interfilm-Preis „besondere Erwähnung“
- 1977: Kunstpreis des FDGB an Regisseur Konrad Wolf
- 1977: Internationales Filmfestival des neorealistischen Films Avellino: Silbermedaille